# 제14회 미국 배우 조합상
제14회 미국 배우 조합상은 2007년 뛰어난 활동을 보인 영화 배우를 기리기 위해 2008년 1월에 열린 시상식이다.

## 수상 및 후보

### 영화부문 앙상블상
- 노인을 위한 나라는 없다 - 에단 코언 외 1명 수상
- 3:10 투 유마 - 제임스 맨골드
- 아메리칸 갱스터 - 리들리 스콧
- 헤어스프레이 - 애덤 쉥크만
- 인투 더 와일드 - 숀 펜

### 영화부문 여우주연상
- 어웨이 프롬 허 - 줄리 크리스티 수상
- 골든 에이지 - 케이트 블란쳇
- 라 비 앙 로즈 - 마리옹 꼬띠아르
- 마이티 하트 - 안젤리나 졸리
- 주노 - 엘렌 페이지

### 영화부문 남우주연상
- 데어 윌 비 블러드 - 다니엘 데이 루이스 수상
- 마이클 클레이튼 - 조지 클루니
- 내겐 너무 사랑스러운 그녀 - 라이언 고슬링
- 인투 더 와일드 - 에밀 허쉬
- 이스턴 프라미스 - 비고 모텐슨

### 영화부문 여우조연상
- 아메리칸 갱스터 - 루비 디 수상
- 아임 낫 데어 - 케이트 블란쳇
- 인투 더 와일드 - 캐서린 키너
- 가라, 아이야, 가라 - 에이미 라이언
- 마이클 클레이튼 - 틸다 스윈튼

### 영화부문 남우조연상
- 노인을 위한 나라는 없다 - 하비에르 바르뎀 수상
- 비겁한 로버트 포드의 제시 제임스 암살 - 케이시 애플렉
- 인투 더 와일드 - 할 홀브룩
- 노인을 위한 나라는 없다 - 토미 리 존스
- 마이클 클레이튼 - 톰 윌킨슨

### 영화부문 스턴트 상
- 300 - Warner Bros. Pictures
- 본 얼티메이텀 - Universal Pictures
- 나는 전설이다 - Warner Bros. Pictures
- 킹덤 - Universal Pictures
- 캐리비안의 해적 - 세상의 끝에서 - Walt Disney Studios Motion Pictures

### TV드라마부문 앙상블연기상
- 소프라노스 - 다니엘 아티아스 외 5명 수상
- 보스톤 리걸 - 앨리슨 리디 외5명
- 클로저 - 아빈 브라운 외 5명
- 그레이 아나토미 - 존 데이비드 콜즈 외 4명MAD MEN

### TV드라마부문연기상(여자)
- 소프라노스 - 에디 팔코 수상
- 데미지 - 글렌 클로즈
- 브라더스 앤 시스터스 - 샐리 필드
- 세이빙 그레이스 - 홀리 헌터
- 클로저 - 카이라 세드윅

### TV드라마부문연기상(남자)
- 소프라노스 - 제임스 겐톨피니 수상
- 덱스터 - 마이클 C.홀
- MAD MEN - 존 햄
- 하우스 M.D. - 휴 로리
- 보스톤 리걸 - 제임스 스페이더

### 코미디부문 앙상블연기상
- 오피스 - 에이미 헥커링 외 5명 수상
- 30 락 - 아담 번스타인
- 위기의 주부들 - 알린 샌포드 외 5명
- 안투라지 - 아담 번스타인 외 5명
- 어글리 베티 - 사라 피아 앤더슨

### 코미디부문연기상(여자)
- 30 락 - 티나 페이 수상
- SAMANTHA WHO? - 크리스티나 애플게이트
- 어글리 베티 - 아메리카 페레라
- 위즈 - 메리-루이스 파커
- 어글리 베티 - 바네사 윌리암스

### 코미디부문연기상(남자)
- 30 락 - 알렉 볼드윈 수상
- 오피스 - 스티브 카렐
- 엑스트라 - 릭키 제바이스
- 안투라지 - 제레미 피번
- 탐정 몽크 - 토니 샬호브

### TV영화/미니시리즈부문 연기상(여자)
- 라이프 서포트 - 퀸 라티파 수상
- MITCH ALBOM'S FOR ONE MORE DAY - 엘렌 버스틴
- 스타터 와이프 - 데브라 메싱
- 내 심장을 운디드 니에 묻어다오 - 안나 파킨
- THE FEVER - 바네사 레드그레이브
- WHAT IF GOD WERE THE SUN? - 제나 로우랜즈

### TV영화/미니시리즈부문 연기상(남자)
- 당신 좋으실 대로 - 케빈 클라인 수상
- THE COMPANY - 마이클 키튼
- THE BRONX IS BURNING - 올리버 플랫
- RUFFIAN - 샘 쉐퍼드
- THE BRONX IS BURNING - 존 터투로

### TV부문 스턴트 상
- 히어로즈 - 그렉 비먼외 1명
- 24 - 존 카사르
- 로스트 - 에릭 라누빌 외 5명
- 로마 - 앨런 포울
- THE UNIT